# Stahlhelm, Bund der Frontsoldaten

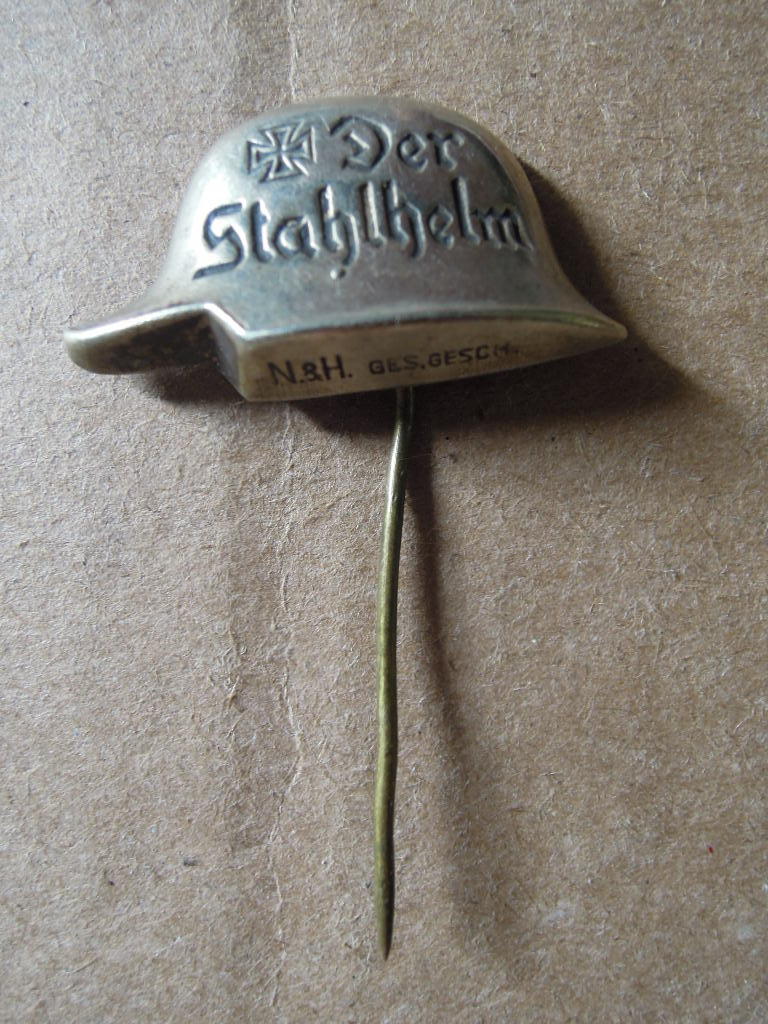
Stahlhelms medlemspin som föreställer en tysk stålhjälm

Stahlhelm, Bund der Frontsoldaten (svenska: Stålhjälm, Frontsoldaternas förbund) var en tysk nationalistisk paramilitär organisation, grundad i Magdeburg i december 1918 av reservofficeren Franz Seldte. Den fungerade i praktiken som väpnad gren till Tysknationella folkpartiet och var del av Völkische Bewegung.
Stalhelm motsatte sig officiellt Weimarrepublikens partipolitik och ville skapa ett stortyskt rike, bekämpa socialdemokratin och judiskt inflytande samt stödja politiken för tyskt Lebensraum im Osten.

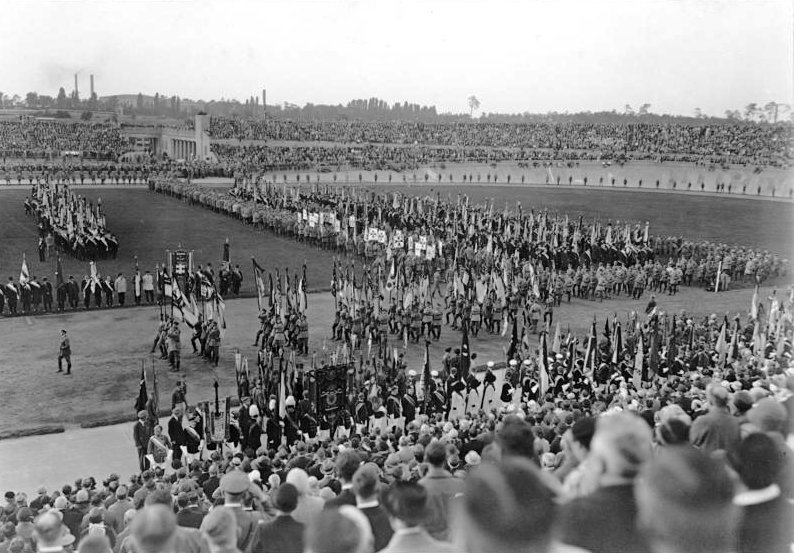
Stalhelms fankompani vid 10-årsdagen för Versaillesfördraget, juni 1929.

## Historia

### 1920-talet
Stahlhelm bildades kort efter Tysklands nederlag i första världskriget 1918 för att samla de hemvändande tyska frontsoldaterna. Den tyska armén hade splittrats då Versaillesfördraget begränsade antalet soldater till maximalt 100 000 och likt de flesta frikårer tog Stalhelm rollen som icke-officiell reservstyrka. Organisationen blev hemvist för nationalistiska och revanschistiska strömningar, inte minst soldaterna som kände sig förrådda av de styrande politikerna och bidrog till dolkstötslegenden. Fientligheten mot Weimarrepubliken och parlamentarisk demokrati var stor och man stöddes bland annat av godsägare, storföretagare och den gamla aristokratin. Under 1920-talet stöddes Stalhelm av Italiens fascistiske premiärminister Benito Mussolini.

### 1930-talet
År 1930 var Stalhelm den överlägset största av frikårerna med uppemot 500 000 medlemmar, och den näst största paramilitära organisationen i hela Weimarrepubliken efter den republikanska rörelsen Reichsbanner Schwarz-Rot-Gold. I oktober 1931 ingick Stalhelm i den auktoritära högeralliansen Harzburgfronten som dock löstes upp efter första omgången i presidentvalet 1932. Därefter stödde man Adolf Hitler vid maktövertagandet januari 1933, och Seldte ingick som arbetsminister i Hitlers regering.
Det var emellertid ständiga slitningar mellan Stahlhelm och nazisterna, särskilt eftersom tusentals medlemmar från det av nazisterna förbjudna Reichsbanner, bland annat många socialdemokrater, tog sin tillflykt till Stalhelm. Nazisterna beskyllde därför Stahlhelm dels för att "ta hand om och skydda marxistiska element" och dels för att driva en reaktionär opposition, då Stalhelm haft en tidvis monarkistisk plattform. Myndigheterna utövade påtryckning för att inkorporera Stalhelm i det nazistiska Sturmabteilung.
Organisationen ställdes i april 1933 under nationalsocialistiska partiet, som Franz Seldte själv hade fått medlemskap i samma månad, och sensommaren 1935 förbjöds den i mellersta och norra Tyskland. I november samma år upplöstes Stalhelm helt.

### Efterkrigstiden
En organisation kallad Stahlhelm nygrundades 1951 i Köln med i stort sett samma program som mellankrigstidens, men fick aldrig något större inflytande i tysk politik.